# IC 2084
IC 2084 је ознака објекта на координатама са ректансцензијом 4h 32m 6,2s и деклинацијом - 48° 17" 18'. Открио га је Делајл Стјуарт, 1899. године. Каснијим посматрањима на том положају није уочен никакав астрономски објекат.